# ألان
الألان (باللاتينية: Alani) هو شعب رعوي إيراني قديم من العصور الوسطى، هاجر إلى ما يُعرف اليوم بشمال القوقاز - بينما واصل البعض الآخر رحلتهم إلى أوروبا وشمال إفريقيا لاحقًا. ويُنظر إليهم عمومًا على أنهم جزء من السارماتيين، وربما مرتبطون بالمساغيتا. وربط المؤرخون المعاصرون الألان باليانكاي في آسيا الوسطى من المصادر الصينية، وبالأورسي من المصادر الرومانية. وبعد أن هاجروا غربًا أصبحوا مهيمنين بين السارماتيين في سهوب بونتيك وبحر قزوين، وذكرت المصادر الرومانية الألان في القرن الأول الميلادي. في ذلك الوقت استوطنوا المنطقة الواقعة شمال البحر الأسود وهاجموا الإمبراطورية الفرثية والمقاطعات القوقازية للإمبراطورية الرومانية بشكل متكرر. ومنذ عام 215 حتى عام 250 م حطم القوط نفوذهم في سهوب بونتيك. وبالتالي استوعبوا جزءًا كبيرًا من الألان.
بعد هزيمة الهون للقوط في سهوب بونتيك نحو عام 375 م، هاجر العديد من الألان غربًا جنبًا إلى جنب مع العديد من القبائل الجرمانية. عبروا نهر الراين في عام 406 م مع الوندال والسويبيين، واستقروا في أورليان وبلنسية. ونحو عام 409 م انضموا إلى الوندال والسويبيين في عبور جبال البرانس إلى شبه الجزيرة الإيبيرية، واستقروا في لوسيتانيا وهيسبانيا القرطاجية. وبعد هزيمة الألان الإيبيريين بشكل قاطع على يد القوط الغربيين في عام 418 م، سلموا سلطتهم لاحقًا إلى الوندال الهادسينغي. وفي عام 428 عبر الوندال والألان مضيق جبل طارق إلى شمال أفريقيا، حيث أسسوا مملكة استمرت حتى غزوها من قبل قوات الإمبراطور البيزنطي جستينيان الأول في عام 534.
في نهاية المطاف في القرن التاسع أسس الألان الذين ظلوا تحت الحكم الهوني مملكة ألانيا القوية إقليميًا. وقد استمرت حتى الغزوات المغولية في القرن الثالث عشر الميلادي. ويعتبر العديد من العلماء هؤلاء الألان أسلاف الأوسيتيين المعاصرين.
تحدث الألان لغة إيرانية شرقية مشتقة من السكيثية-السارماتية والتي تطورت بدورها إلى اللغة الأوسيتية الحديثة. يمثل اسم ألان شكلًا من اللهجة الإيرانية الشرقية للمصطلح الإيراني القديم الآريون، وبالتالي فهو قريب من اسم البلد إيران (من جنس الجمع aryānām).

## التسمية
جرى توثيق الألان من قبل المراقبين الأجانب من القرن الأول الميلادي فصاعدًا تحت أسماء مماثلة: باللاتينية: Alānī؛ وباليونانية: Ἀλανοί Alanoi؛ وبالصينية: 阿蘭聊 Alanliao (بينيين؛ Alan + Liu) في القرن الثاني الميلادي، و Alan 阿蘭 في القرن الثالث، ولاحقًا Alanguo  (阿蘭國)؛ وبالفرثية والفارسية الوسطىAlānān (بالجمع)؛ وبالعربية ألان (بالمفرد)؛ وبالسريانية Alānayē؛ وبالأرمنية الكلاسيكية Alank؛ وبالجورجية Alaneti  («بلاد الألان»)؛ وبالعبريةAlan (جمعها Alanim). وتشمل التهجئات اللاتينية النادرة Alauni  أو Halani. كما جرى الحفاظ على الاسم في اللغة الأوسيتية الحديثة باسم Allon.
الاسم الإثني ألان هو متغير لهجي من الاسم الإيراني القديم آريانا، وهو مشتق من الجذر آريا-، والذي يعني «آري»، وهو التسمية الذاتية الشائعة للشعوب الهندو إيرانية. وربما بدأ استخدامه في التاريخ المبكر للألان بغرض توحيد مجموعة غير متجانسة من القبائل من خلال استدعاء أصل «آري» مشترك. مثل اسم إيران (آريانام)، فإن الصفة آريانا مرتبطة بأريانيم فايجا («امتداد الآريين»)، وهو الموطن الأسطوري للإيرانيين الأوائل المذكورين في الأبستاق.
تحمل بعض الأسماء الإثنية الأخرى أيضًا اسم الألان: روكسولاني («الألان المشرقون»)، وهو فرع من الألان الذين قد يرتبط اسمهم بالممارسات الدينية، وألان أورسي («الألان البيض»)، الذين ربما كانوا خليطًا من الألان والأورسي. وربما جاءت الأسماء الشخصية آلان وألاين (من اللاتينية Alanus) من قبل المستوطنين الألان إلى أوروبا الغربية خلال الألفية الأولى بعد الميلاد.
كما عُرف الألان على مدار تاريخهم بمجموعة أخرى من الأسماء ذات الصلة بما في ذلك الأشكال Asi وAs وOs (ياسي أو أولاني بالرومانية، وأوزي بالبلغارية، وياسز بالمجرية، وياسي بالروسية، وأوسي بالجورجية). وهذا الاسم هو أصل الأوسيتية الحديثة.

## التاريخ

### الأصول
تأسست قبائل الألان نتيجة اندماج قبائل ماساغيتا، وهي قبائل رُحل إيرانية من آسيا الوسطى، مع بعض المجموعات القبلية القديمة. وهي على صلة بقبائل آسي التي غزت باختر في القرن الثاني قبل الميلاد، وجرى دفع قبائل الألان غربًا بواسطة شعب كانج تشو (المعروف لدى المؤلفين اليونانيين والرومان باسم Ἰαξάρται Iaxártai باليونانية، وIaxartae باللاتينية)، وكان شعب كانج تشو يعيش في حوض نهر سيحون، حيث وسعوا حكمهم من فرغانة إلى منطقة بحر آرال.

### الألان الأوائل
تظهر الإشارات الأولى للأسماء التي يربطها المؤرخون بالألان في نفس الوقت تقريبًا في نصوص من البحر الأبيض المتوسط والشرق الأوسط والصين.

في القرن الأول الميلادي هاجر الألان غربًا من آسيا الوسطى، وحققوا هيمنة بين السارماتيين الذين يعيشون بين نهر الدون وبحر قزوين. وجرى ذكر الألان في نقش فولوغاسيس الذي ينص أن الملك الفرثي فولوغاسيس الأول الذي حكم بين نحو 45 و78، قد خاض معركة ضد كولوك ملك الألان في السنة الحادية عشرة من حكمه (62 م). ويكمل المؤرخ اليهودي يوسيفوس في القرن الأول الميلادي هذا النقش. ويذكر يوسيفوس في كتابه الحروب اليهودية (الكتاب السابع، الفصل 7.4) كيف أن الألان (الذين يسميهم قبيلة «سكيثية») الذين يعيشون بالقرب من بحر آزوف عبروا البوابات الحديدية (بوابات الإسكندر) للنهب (72 م) وهزموا جيوش باكوروس ملك ميديا، وتيريداتيس ملك أرمينيا، وهما شقيقا فولوغاسيس الأول (الذي كتب باسمه النقش المذكور أعلاه):
«كانت هناك أمة من الألان، ذكرناها سابقًا في مكان ما على أنها من السكيثيين، وكانت تعيش حول تانايس وبحيرة مايوتيس (بحر آزوف). وفي ذلك الوقت تقريبًا خططت هذه الأمة للاستيلاء على ميديا والأجزاء التي تقع خلفها من أجل نهبها؛ ولهذا الغرض تعاملت مع ملك هيركانيا؛ لأنه كان سيد ذلك الممر الذي أغلقه الملك الإسكندر ببوابات حديدية. وسمح لهم هذا الملك بالمرور من خلالها؛ فجاءوا بأعداد كبيرة، وهاجموا الميديين بشكل غير متوقع، ونهبوا بلادهم، التي وجدوها مليئة بالناس، وممتلئة بوفرة من الماشية، بينما لم يجرؤ أحد على مقاومتهم؛ لأن باكوروس ملك البلاد هرب خوفًا إلى أماكن لم يتمكنوا فيها من الوصول إليه بسهولة، وتنازل لهم عن كل ما كان لديه، ولم ينقذ منهم سوى زوجته وجواريه، وبصعوبة أيضًا بعد أن وقعوا في الأسر، بإعطائهم مئة طالن كفدية لهم. «ولذلك نهب هؤلاء الألان البلاد دون مقاومة وبسهولة كبيرة، وتقدموا حتى وصلوا إلى أرمينيا، ودمروا كل شيء أمامهم. وكان تيريداتيس ملكًا لتلك البلاد، فواجههم وقاتلهم، ولكنه كان محظوظًا لأنه لم يؤخذ حيًا في المعركة؛ فقد ألقى رجل ما عليه بحبل المشنقة وكان سيجره، لولا أنه قطع الحبل بسيفه على الفور وهرب. وعلى هذا زاد استفزاز الألان مما حصل، فدمروا البلاد وطردوا معهم حشدًا كبيرًا من الرجال، وكمية كبيرة من الغنائم الأخرى من المملكتين، ثم تراجعوا إلى بلادهم».
إن حقيقة غزو الألان لفرثية عبر هيركانيا تظهر أن العديد من الألان كانوا في ذلك الوقت لا يزالون متمركزين شمال شرق بحر قزوين. وبحلول أوائل القرن الثاني الميلادي كان الألان يسيطرون على منطقة الفولغا السفلى ونهر الكوبان. وكانت هذه الأراضي قد احتلها في وقت سابق الآورسي والسيراكيون، الذين استوعبهم الألان على ما يبدو، وشتتوهم أو دمروهم، حيث لم يعد يجري ذكرهم بعدها في الروايات المعاصرة. ومن المرجح أن نفوذ الألان امتد إلى الغرب، ليشمل معظم العالم السارماتي، الذي كان يمتلك بحلول ذلك الوقت ثقافة متجانسة نسبيًا.